# إريك رينغ
إريك رينغ (بالألمانية: Erik Ring)‏ هو مجدف ألماني، ولد في القرن العشرين.

## وصلات خارجية
- إريك رينغ على موقع الاتحاد الدولي للتجديف (الإنجليزية)